# Modello aromatico di Möbius-Hückel
Il modello aromatico di Möbius–Hückel, noto anche come teoria dello stato di transizione aromatico, è impiegato in chimica organica per prevedere se una reazione periciclica avrà luogo oppure no. Il concetto di base si rifà alle regole di Woodward-Hoffmann, offrendo un approccio del tutto equivalente tramite il quale determinare la stereochimica di un prodotto periciclico. Fu formulato dal chimico statunitense Howard Zimmerman nel 1966.

## Cornice storica
Per diversi decenni i chimici si erano interrogati sul perché una reazione periciclica evolve a prodotti con stereochimica differente se si cambiano le condizioni operative (lavorando con calore o foto-eccitazione). Tra gli anni Cinquanta e Sessanta del secolo scorso furono proposte diverse teorie e quella che prese maggiormente piede fu quella degli orbitali molecolari, elaborata dal chimico giapponese Kenichi Fukui e ripresa in seguito da Longuet-Higgins e Abrahmson.
Nel 1965, con la pubblicazione delle regole di Woodward e Hofmann, si riuscì a ben interpretare i risultati sperimentali, ma per spiegare il decorso stereochimico delle reazioni era necessario trovare un elemento di simmetria (come un asse di rotazione C2 o un piano) e tale simmetria orbitalica doveva mantenersi per tutto il processo. Dal momento che non è sempre facile individuare un elemento di simmetria, furono avanzati altri modelli. Nel 1966 Zimmerman propose un approccio fondato sullo stato di transizione di una reazione periciclica e la sua eventuale aromaticità.
Nacque così il modello dello stato di transizione aromatico, indipendente dalla simmetria degli orbitali, ma basato unicamente sul conteggio del numero di inversioni di fase che avvengono all'interno di una struttura ciclica.
Nel 1969 fu confermato che il modello di Dewar-Zimmerman e quello di Woodward e Hoffmann portano, in realtà, alle medesime conclusioni e sono pertanto equivalenti.

## Il metodo di Dewar-Zimmerman
In poche parole, questo modello consiste nell'osservare lo stato di transizione di una reazione periciclica e definire se può essere aromatico secondo Hückel oppure secondo Möbius. Quando lo stato di transizione è aromatico (secondo uno dei due modelli), la reazione sarà permessa, viceversa sarà proibita. Ma come si sceglie la topologia di riferimento? Si disegna la molecola con i suoi orbitali esterni collegati tra loro da legami semplici e chiusi ad anello. Se nel muoversi all'interno della molecola si riscontrano zero o un numero pari di inversioni di fase, si ha una topologia secondo Hückel. Se si calcola un numero dispari di inversioni, si dovrà fare riferimento alla topologia di Möbius.
Ricapitolandoː
- Topologia di Hückelː 0 o un numero pari di inversioni di fase
- Topologia di Möbiusː numero dispari di inversioni di fase

A questo punto sarà sufficiente verificare se lo stato di transizione è aromatico nella definizione di Hückel o di Möbius, cioè se ne rispetta tutti i requisiti, e stabilire così se la reazione sarà permessa oppure proibita.
Nella definizione di Hückel di aromaticità un requisito chiave è che la molecola, oltre che ciclica e con 4n + 2 elettroni, deve essere rigorosamente planare. Ma per annuleni molto grandi, per questioni di stabilità, delle distorsioni sono inevitabili. A questo punto si può invocare la topologia secondo Möbius, che però prevede che la molecola possieda solo 4n elettroni, contrariamente alla regola di Hückel.
La tabella 1 schematizza le regole base di questo modello.
|         | Hückel                              | Möbius                              |
| ------- | ----------------------------------- | ----------------------------------- |
| 4n+2 e– | Aromatico --> reazione permessa     | Non aromatico --> reazione proibita |
| 4n e–   | Non aromatico --> reazione proibita | Aromatico --> reazione permessa     |

Ad esempio, se un composto risulta essere descrivibile con la topologia di Hückel, ma presenta solo 4n elettroni (violando un requisito fondamentale), allora quello stato di transizione non è aromatico secondo Hückel e la reazione, in quel modo, sarà proibita.

## Esempi applicativi

### Primo esempioː cicloaddizione [4 + 2]
Si tratta di una cicloaddizione tra il butadiene e l'etilene. Come spiegato precedentemente, si valuta il numero di inversioni di fase in ogni reagente coinvolto. In questo caso si contano due inversioni di fase in tutto (segnate con il colore rosso). Di conseguenza lo stato di transizione per questa reazione andrà descritto secondo la topologia di Hückel. Si procede contando il numero di elettroni coinvoltiː 4 dal butadiene e 2 dal diene, quindi 6 in tutto (ovvero 4n più 2, con n=1). Lo stato di transizione si conferma aromatico secondo Hückel e la reazione è permessa.

### Secondo esempioː trasposizione sigmatropica [3,3]
Stavolta si ha a che fare con una trasposizione sigmatropica. Si ha un solo reagente coinvolto, per un totale di 4 inversioni di fase. Di nuovo il sistema si potrà descrivere secondo la topologia di Hückel. Il numero di elettroni coinvolto è 6 e quindi lo stato di transizione rispetta i requisiti di Hückelː la reazione è permessa.

### Terzo esempioː reazione elettrociclica con movimento conrotatorio
Il movimento conrotatorio del butadiene, affinché si abbia un'interazione di legame tra gli orbitali che si devono unire, comporta che vi sia un'unica inversione di fase. La topologia descrittiva dello stato di transizione, in questo caso, è quella di Möbius. Il numero di elettroni è 4, come previsto dal modello, dunque anche questa reazione è permessa.

### Quarto esempioː reazione elettrociclica con movimento disrotatorio
Si tratta dello stesso sistema di prima, sottoposto però ad un movimento disrotatorio. In questo caso si deve obbedire alle regole di Hückel, giacché non vi sono inversioni di fase. Ad ogni modo, il numero di elettroni totali coinvolti è 4. Questo contrasta con la regola del 4n più 2 di Hückel. Lo stato di transizione, di conseguenza, non potrà essere definito aromatico secondo Hückel e la reazione, dunque, sarà proibita con quel meccanismo. Ciò significa che non si osserverà il prodotto con una specifica stereochimica.